# رهوة البحر (حبيل جبر)

تعديل مصدري - تعديل

رهوة البحر هي إحدى قرى عزلة حبيل جبر بمديرية حبيل جبر التابعة لمحافظة لحج، بلغ تعداد سكانها 41 نسمة حسب تعداد اليمن لعام 2004.